# David Højer
David Højer eller Hojer (født 1961 i København) er en dansk pianist og dirigent, bosat i Wien.
David Højer er uddannet på musikkonservatorierne i København og Århus og har desuden studeret klaver og direktion i Wien. Debutkoncert 1990.
Han underviser ved Konservatorium Wien og har givet et stort antal koncerter, dels som solopianist, dels i ensembler, dels som akkompagnatør for sangere.
David Højer virker som musikalsk leder og arrangør for musikteaterproduktioner og som dirigent for symfonisk musik for blæsere, herunder for 
Akademische Bläserphilharmonie Wien.

## Ekstern henvisning
- David Højer på Konservatorium Wiens hjemmeside Arkiveret 7. september 2009 hos  Wayback Machine